# ミリザック
ミリザック （Milizac、ブルトン語:Miliza）は、フランス、ブルターニュ地域圏、フィニステール県の旧コミューン。ブレストから15分ほどの距離である。2017年1月1日、ギプロンヴェルと合併し、ミリザック＝ギプロンヴェルとなった。

## 歴史
鉄器時代のアルモリカの剣が発見され、墓地の入口に置かれた。
ミリザックは、古いアルモリカのギプロンヴェル教区に1420年まで属し、その後はかつてのレオン司教座に属する教区であった。
16世紀のミリザックは、ブレストとサン＝ルナンのセネシャル管轄区に含まれていた。17世紀以来存在するサン・ピエール・サン・ポール教区教会は、使徒ペテロと使徒パウロに捧げられている。教会の近くには、16世紀からあるサンタンヌ礼拝堂がある。
1790年2月、新たな地方行政区画となり、ミリザックはサン＝ルナン小郡に併合された。
1792年にミリザックはコミューンとなった。最初の議会はサンタンヌ礼拝堂で行われた。
1896年の文書によれば、サン・メンの無原罪の御宿りの姉妹会が、病人の世話をするためにミリザックの住宅を訪問していた。
ミリザックの戦死者記念碑には、20世紀の戦争で亡くなった、95人のフランスのために命を捧げた者たちの名が刻まれている。そのうち70人は第一次世界大戦、24人が第二次世界大戦、1人がアルジェリア戦争の戦死者である。加えて、墓地の中の軍人の区画には、イギリス連邦出身の6人の兵士たち（イギリス人3人、ニュージーランド人2人、オーストラリア人1人）の名がある。彼らのうち5人はミリザックで死に、1人はギプロンヴェルで亡くなっている。
1955年、ミリザックに属していたいくつかの集落はボアールとサン＝ルナンに併合された。

## 人口統計
| 1962年 | 1968年 | 1975年 | 1982年 | 1990年 | 1999年 | 2006年 | 2010年 |
| ------ | ------ | ------ | ------ | ------ | ------ | ------ | ------ |
| 1456   | 1377   | 1727   | 2465   | 2925   | 2884   | 2942   | 3009   |

参照元:1999年までEHESS、2000年以降INSEE

## ブルトン語
2005年5月、ミリザック議会はブルトン語の日常使用を促進するYa d'ar brezhoneg憲章の批准を可決した。2007年の新学期時点で、ミリザックの児童の6.4%が二言語教育の小学校に在籍していた。